# 華麗なる一族 (2021年のテレビドラマ)
『華麗なる一族』（かれいなるいちぞく）は、WOWOW開局30周年記念として「連続ドラマW」で2021年4月18日から7月11日まで毎週日曜 22時 - 23時に放送されたテレビドラマ。主演は中井貴一。全12回。山崎豊子による同名小説が原作。
なお本作は、2007年のテレビドラマ化作品が主人公を万俵鉄平とする独自の脚色が盛り込まれた作品であったのに対して、原作通りに万俵大介を主人公として描かれている。また、映像化作品としては1974年のテレビドラマ化作品にのみ登場した万俵家の三女である万俵三子が原作通りに登場を果たしている。

## 登場人物
万俵大介（まんぴょう だいすけ）
演 - 中井貴一
預金高10位に位置する阪神銀行の頭取であり、阪神特殊鋼、万俵不動産、万俵倉庫、万俵商事を擁する万俵コンツェルンの総帥。
万俵鉄平（まんぴょう てっぺい）
演 - 向井理
万俵家の長男で業界トップクラスの特殊鋼メーカーである阪神特殊製鋼の専務であり実質的経営者。
万俵銀平（まんぴょう ぎんぺい）
演 - 藤ヶ谷太輔
万俵家の次男で阪神銀行営業部貸付2課の課長。父の大介と同じ慶応大学経済学部出身。
安田万樹子
演 - 吉岡里帆
関西財界の重鎮である大阪重工の安田太座衛門の娘。
万俵二子
演 - 松本穂香
万俵家の次女。
美馬中
演 - 要潤
大蔵省主計局次長で万俵家の長女である一子の夫。
一之瀬四々彦
演 - 工藤阿須加
阪神特殊製鋼の社員で一之瀬工場長の四男。
美馬一子
演 - 美村里江
万俵家の長女で美馬中の妻。
万俵早苗
演 - 笹本玲奈
大臣経験者である大川一郎の娘であり、鉄平の妻。
万俵三子
演 - 福本莉子
万俵家の三女で学生。
万俵寧子
演 - 麻生祐未
大介の妻。
芥川秀之
演 - 高嶋政伸
阪神銀行常務で東京事務所長。
三雲祥一
演 - 石黒賢
預金高8位に位置する大同銀行の頭取。
つる子
演 - 萬田久子
待合「つる乃家」の女将で芙佐子の養母。
芙佐子
演 - 田中麗奈
東京・麻布にある「つる乃家」の若女将。
一之瀬潔
演 - 加藤雅也
阪神特殊製鋼の工場長。
小森章子
演 - 新川優愛
銀平の元恋人で画家。
細川一也
演 - 宮田俊哉
佐橋総理夫人の甥で帝国製鉄秘書課勤務のエリート社員。
綿貫千太郎
演 - 六角精児
大同銀行専務。
銭高孫六
演 - 甲本雅裕
阪神特殊製鋼経理担当常務。
田中松夫
演 - 温水洋一
大蔵省銀行局の官僚。
渋野
演 - 堀部圭亮
阪神銀行常務。
大亀
演 - 井上肇
阪神銀行専務。
速水英二
演 - 細田善彦
阪神銀行頭取である大介の秘書。
永田格
演 - 石坂浩二（特別出演）
大蔵大臣。
高須相子（たかす あいこ）
演 - 内田有紀
万俵家の家庭教師であり、大介の愛人。
石川正治
演 - 長谷川初範
阪神特殊製鋼の社長。
安田太佐衛門
演 - 中村育二
安田重工の社長で、万樹子の父。
大垣市太
演 - 小倉久寛
老狩猟。
田淵円三
演 - 小野寺昭
幹事長。
角田
演 - 相島一之
阪神銀行池田支店の支店長。
佐橋
演 - 伊武雅刀
総理大臣。
兵藤
演 - モロ師岡
帝国製鉄の副社長。
法華
演 - マギー
大蔵省次席検査官。
曽我
演 - 音尾琢真
阪神銀行の顧問弁護士。
大川一郎
演 - 永島敏行
元通産大臣で、早苗の父。

## スタッフ
- 原作 - 山崎豊子（新潮文庫刊）
- 脚本 - 前川洋一
- 監督 - 西浦正記、池澤達也
- 音楽 - 得田真裕
- プロデューサー - 高江洲義貴、稲葉尚人、佐藤雅彦
- チーフプロデューサー - 青木泰憲
- 制作協力 - 角川大映スタジオ
- 製作著作 - WOWOW

## 放送日程
| 各話   | 放送日  | サブタイトル |
| ------ | ------- | ------------ |
| 第1話  | 4月18日 |              |
| 第2話  | 4月25日 |              |
| 第3話  | 5月02日 |              |
| 第4話  | 5月09日 |              |
| 第5話  | 5月16日 |              |
| 第6話  | 5月23日 |              |
| 第7話  | 5月30日 |              |
| 第8話  | 6月06日 |              |
| 第9話  | 6月20日 |              |
| 第10話 | 6月27日 |              |
| 第11話 | 7月04日 |              |
| 最終話 | 7月11日 |              |

## 備考
- 永田大蔵大臣役で出演している石坂浩二と佐橋総理大臣役で出演している伊武雅刀は、本作と同じく山崎豊子の小説を原作とするフジテレビ系テレビドラマ『白い巨塔（2003年版）』で、それぞれ東貞蔵役と鵜飼良一役で共演していた。
- 本作は前述の通りWOWOW開局30周年記念作品であるが、石坂と伊武がかつて出演した『白い巨塔（2003年版）』もフジテレビ開局45周年記念ドラマであった。加えてフジテレビは2009年から2010年にかけて、フジテレビ開局50周年記念ドラマとして山崎豊子の小説を原作とする『不毛地帯』を放送している。